# Lion Heart
Lion Heart è il quinto album in studio in lingua coreana (l'ottavo complessivo) delle Girls' Generation. È stato pubblicato dalla SM Entertainment il 19 agosto 2015.

## Tracce
1. Lion Heart – 3:44 (testo: Jam Factory, Joy Factory – musica: Sean Alexander, Claudia Brant, Darren Smith)
2. You Think – 3:09 (testo: Brandon Sammons, Sara Forsberg – musica: Sara Forsberg, Dante Jones, Ryan Jhun, Denzil Remedios)
3. Party – 3:13 (testo: Jo Yun-gyeong – musica: Albi Albertsson, Chris Young, Shin Agnes)
4. One Afternoon (어떤 오후) – 3:35 (testo: Hwang Hyun (MonoTree), Shin Agnes – musica: Hwang Hyun (MonoTree), Shin Agnes)
5. "Show Girls" (Korean Version) – 3:39 (testo: Mafly – musica: Ricky Hanley, Paul Drew, Greig Watts, Pete Barringer, Joe Killington, Katerina Bramley)
6. Fire Alarm – 3:11 (testo: Kenzie – musica: Kenzie, Trinity Music)
7. Talk Talk – 3:23 (testo: Cho Yoon-kyung – musica: Mental Audio, Ylva Dimberg)
8. Green Light – 3:52 (testo: Mafly – musica: The Underdogs, Mike Daley, Andrew Hey, Britany Burton, Rodnae "Chikk" Bell)
9. Paradise – 3:50 (testo: U.F.O (Jam Factory), Mafly – musica: Nermin Harambašić, Courtney Woolsey, Charite Viken, Erik Fjeld, Saima Mian)
10. Check – 3:26 (testo: Mafly – musica: Teddy Riley, Lee Hyun-seung, Dominique Rodriguez, Daniel "Obi" Klein, Engelina Larsen)
11. Sign – 3:17 (testo: Kim Bu-min – musica: Hitchhiker)
12. Bump It (예감 Presentiment) – 3:48 (testo: Cho Yoon-kyung – musica: Anne Judith Wik, Ronny Svendsen, Uwe Fahrenkrog-Petersen, Greg Fizgerald)

## Classifiche

### Classifiche settimanali
| Classifica (2015) | Posizione massima |
| ----------------- | ----------------- |
| Corea del Sud     | 1                 |

### Classifiche di fine anno
| Classifica (2015) | Posizione |
| ----------------- | --------- |
| Corea del Sud     | 13        |

## Date di pubblicazione
| Nazione       | Data           | Formato              | Edizione     | Etichetta        |
| ------------- | -------------- | -------------------- | ------------ | ---------------- |
| Corea del Sud | 19 agosto 2015 | CD, Digital Download | "Lion Heart" | SM Entertainment |